# París-Tours 1937
La París-Tours 1937 fue la 32.ª edición de la clásica París-Tours. Se disputó el 25 de abril de 1937 y el vencedor final fue el belga Gustave Danneels, que se impuso al sprint. 
De esta manera, Daneels se convierte en el primer ciclista que consigue tres victorias en esta carrera. Una hecho que tan solo han podido igualar Paul Maye, Guido Reybrouck y Erik Zabel.

## Clasificación general[3]
|    | Ciclista           | Equipo | Tiempo    |
| -- | ------------------ | ------ | --------- |
| 1  | Gustave Danneels   |        | 6h 06'37" |
| 2  | Frans Bonduel      |        | a 30"     |
| 3  | Edgard De Caluwé   |        | a 1'42"   |
| 4  | Paul Chocque       |        | m.t.      |
| 5  | Albert Hendrickx   |        | m.t.      |
| 6  | Maurice Archambaud |        | m.t.      |
| 7  | Sylvain Marcaillou |        | a 2'31"   |
| 8  | Antonin Magne      |        | m.t.      |
| 9  | Emile Gamard       |        | m.t.      |
| 10 | Félicien Vervaecke |        | m.t.      |